# Abbaye Saint-Sauveur de Ham-en-Artois
Pour les articles homonymes, voir Abbaye Saint-Sauveur.
L'abbaye Saint-Sauveur de Ham-en-Artois est une abbaye fondée en 1080 ou en 1084, sous l'invocation de Saint-Benoit par Ingelran, seigneur de Lillers et Emma sa femme.
Au cours de son histoire, l'abbaye Saint-Sauveur a porté les noms de Ham-les-Lillers, Ham-lès-Lilers, Saint-Sauveur de Ham, S. Hamum Liliriense, Hamus ou S. Salvator Hamensis

## Histoire
Ingelran, seigneur de Lillers, de retour d'un pèlerinage à Saint-Jacques de Compostelle en Espagne s'arrête en l'abbaye Saint-Sauveur de Charroux. Il revient avec quelques religieux auxquels il confie son monastère.
En 1093, Robert II de Flandre, comte de Flandre, puis son fils Baudouin, en 1115, ratifièrent cette fondation.

## Liste des abbés
Humbert Ancelin (1648 - 17 juin 1720), abbé de l'abbaye Saint-Sauveur de Ham (1702-1720), évêque de Tulle de 1680 à 1702 et aumônier du Roi.

## Biens et patrimoines
Le prieuré de Framecourt dépendait en 1746 de l'abbaye Saint-Sauveur de Ham. Le prieuré fut fondé au XIe siècle à la suite d'une donation du chevalier Acard de Framicourt.